# 베이징 대학생 영화제
베이징 대학생 영화제(중국어: 北京大学生电影节)는 베이징에서 열리는 영화제로, 1993년 처음 개최되었다. 베이징사범대학 예술과, 광덴총국 영화채널프로그램 제작 센터, 중국영화자료관 등의 여러 기관이 함께하는 문화 축제로 자리잡았다.